# Sonerila pumila
Sonerila pumila är en tvåhjärtbladig växtart som beskrevs av George Henry Kendrick Thwaites. Sonerila pumila ingår i släktet Sonerila och familjen Melastomataceae. Inga underarter finns listade i Catalogue of Life.